# Ebertbad

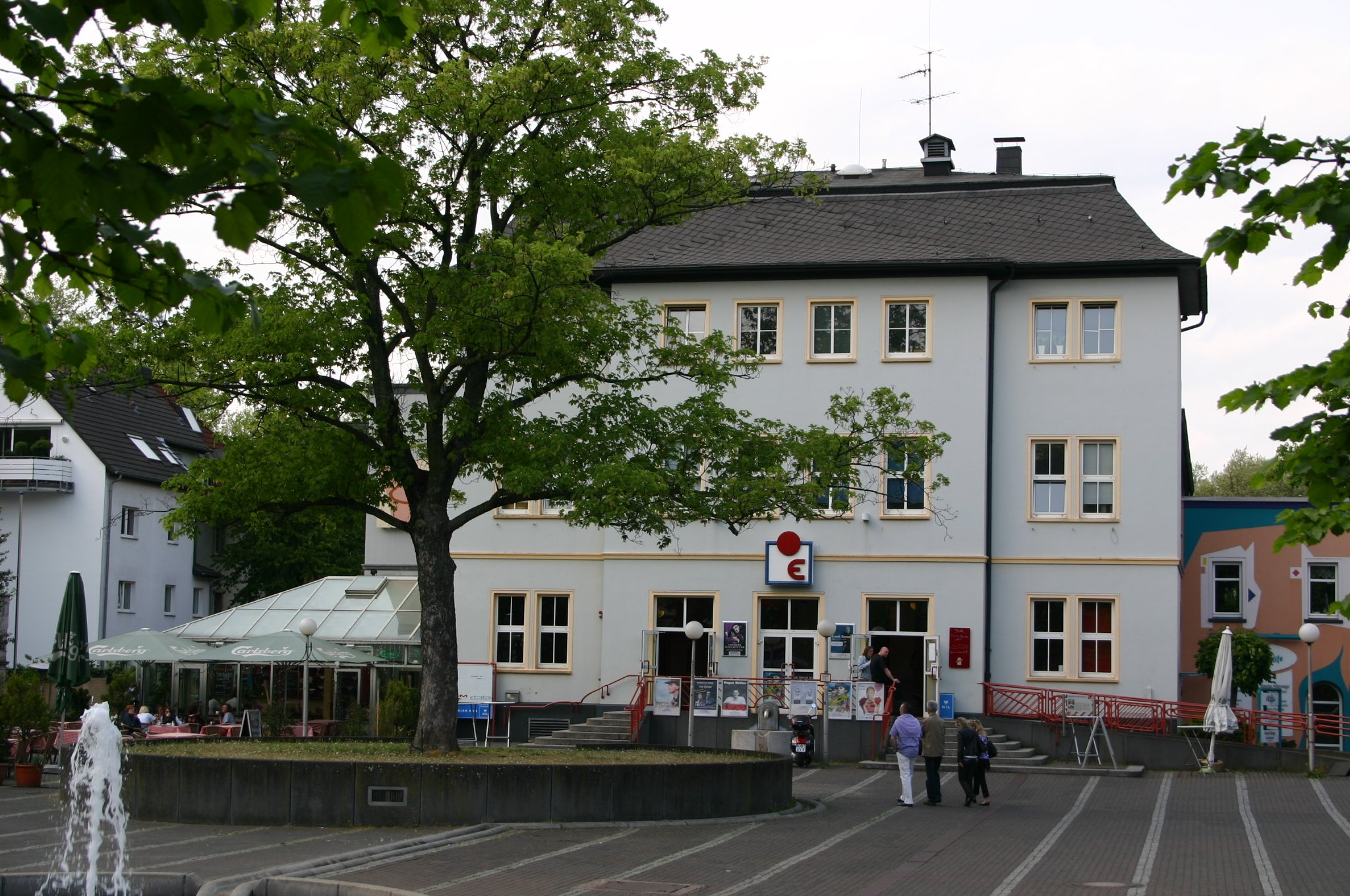
Ebertbad (2009)

Das Ebertbad wurde 1894/95 nach Plänen des Stadtbaumeisters Albert Regelmann als erste Volksbadeanstalt Oberhausens unter dem Namen Badeanstalt am Neumarkt gebaut. Seit Ende der 1980er Jahre wird es als Veranstaltungshaus genutzt.

## Geschichte als Hallenbad
1894/95 wurde die Badeanstalt am Neumarkt als Volksbadeanstalt eröffnet. Damals besaßen die meisten Wohnungen keine eigenen Bäder. Anfänglich nur zu hygienischen Zwecken verwendet, nutzten bald auch Sportvereine das Bad.
Nachdem der Platz und die Straße 1947 nach Friedrich Ebert umbenannt worden waren, wurde die Badeanstalt entsprechend Stadtbad am Ebertplatz, später Ebertbad genannt.
Anfang der 1980er Jahre wurde das Ebertbad als Hallenbad geschlossen, 1986 wurde das Gebäude unter Denkmalschutz gestellt.

## Veranstaltungshaus
Ende der 1980er Jahre wurde es von dem Architekten Werner Ruhnau umgebaut und 1989 eröffnet. Zuerst führte ein Trägerverein das Haus als Raum für Veranstaltungen aller Art. 1999 wurde das Haus komplett von Hajo Sommers und Susanne Fünderich angemietet und als Kabarett- und Kleinkunstbühne geführt. Die Missfits traten bis zu ihrer Trennung 2005 dort regelmäßig auf, Gerburg Jahnke weiterhin mit ihren Programmen. Bei der Wettbewerbstour der Tegtmeiers Erben von 2003 bis 2013 war das Ebertbad eines der fünf Auftrittsorte. Von 2013 bis 2021 führte Sommers das Haus alleine. Dann übernahm der langjährige Mitarbeiter Tobias Voss die Leitung.
2017 wurden 287 Veranstaltungen gegeben mit 140.000 Besuchern.

## Trivia
Zu den Veranstaltungen im Ebertbad zählen auch Theateraufführungen. Das große Theater Oberhausen ist aber auch nicht weit vom Ebertbad entfernt. Es befindet sich gleich in dessen Nachbarschaft am Ebertplatz.